# Ancylotrypa brevipes
Ancylotrypa brevipes is een spinnensoort uit de familie Cyrtaucheniidae. De soort komt voor in het westen van Afrika.